# Kenneth H. Cooper
Kenneth H. Cooper (født 4. marts 1931 i Oklahoma City, Oklahoma, USA) er en amerikansk læge, videnskabsmand og forfatter, samt tidligere oberst i det amerikanske flyvevåben.
Cooper er kendt for udviklingen af coopertesten i 1968 samt træningsmetoden aerobic, som han udviklede i samarbejde med fysioterapeuten oberst Pauline Potts, også fra det amerikanske flyvevåben, først i 1970erne. 
Cooper er grundlægger af Cooper Aerobics Center  i Dallas og McKinney, Texas, USA, samt det almennyttige forsknings- og undervisningscenter, Cooper Institute , som åbnede i 1970,

## Fodnoter
1. ↑  [ Duncan, Joyce (2004). Sport in American culture: from Ali to X-games. ABC-CLIO. pp 6. ISBN 978-1-57607-024-6.]
2. ↑  Cooper Aerobics
3. ↑  Cooper Institute